# Fărcaș
Fărcaș est une commune roumaine située dans le județ de Dolj.